# استان ورونا
استان ورونا (به ایتالیایی: Province di Verona) استانی در شمال شرقی کشور ایتالیا است. ورونا در منطقهٔ ونتو قرار دارد و مرکز آن شهر ورونا است. مساحت این استان ۳٬۱۲۱ کیلومترمربع و جمعیت آن طبق سرشماری سال ۲۰۱۱ میلادی، تقریباً ۹۰۳٬۵۶۴ نفر بوده‌است.